# Marathon van Daegu
De Marathon van Daegu is een loopwedstrijd, die sinds 2001 in Daegu in Zuid-Korea plaatsvindt. Oorspronkelijk was het een halve marathon, die als aanloop naar het WK voetbal 2002 diende. In 2007 werd de marathon voor het eerst gehouden. Voorafgaand aan het wereldkampioenschap atletiek 2011 werd de wedstrijd in 2009 omgevormd tot een professionele wedren, de Daegu International Marathon. De wedstrijd heeft het IAAF Silver Label.
De organisatoren zijn de sportbond van de stad Daegu en de Zuid-Koreaanse atletiekbond. Start en finish is in het Daegu Blue Arcstadion. Naast de marathon is er ook een vijf en tien kilometer loop.

## Parcoursrecords
- Mannen: 2:05.20 - Gabriel Geay  Tanzania (2025)
- Vrouwen: 2:23.28 - Margaret Agai  Kenia (2013)

## Top 10 finishtijden
Met een gemiddelde tijd van 2:06.02,1 over de snelste tien finishtijden ooit gelopen bij deze wedstrijd, staat deze marathon op de achttiende plaats van de snelste marathons ter wereld. Zie ook lijst van snelste marathonsteden.
| Rang | Naam                | Land | Tijd    | Jaar | Plek |
| ---- | ------------------- | ---- | ------- | ---- | ---- |
| 1    | Gabriel Geay        | TAN  | 2:05.20 | 2025 | 1    |
| 2    | Addisu Gobena       | ETH  | 2:05.22 | 2025 | 2    |
| 3    | Felix Kipchirchir   | KEN  | 2:05.33 | 2019 | 1    |
| 4    | Dejene Megersa      | ETH  | 2:05.59 | 2025 | 3    |
| 5    | Oqbe Kibrom Ruesom  | ERI  | 2:06.04 | 2025 | 4    |
| 6    | Othmane El Goumri   | MAR  | 2:06.07 | 2025 | 5    |
| 7    | Shifera Tamru Aredo | ETH  | 2:06.21 | 2019 | 2    |
| 8    | Abraham Kiptum      | KEN  | 2:06.29 | 2018 | 1    |
| 9    | Shifera Tamru Aredo | ETH  | 2:06.31 | 2022 | 1    |
| 10   | Evans Korir         | KEN  | 2:06.35 | 2018 | 2    |

(bijgewerkt t/m 2025)

## Winnaars
| Editie | Jaar | Winnaar             | Nationaliteit | Tijd    | Winnares            | Nationaliteit | Tijd    |
| ------ | ---- | ------------------- | ------------- | ------- | ------------------- | ------------- | ------- |
| 12     | 2018 | Abraham Kiptum      | KEN           | 2:06.29 | Janet Rono          | KEN           | 2:28.01 |
| 11     | 2017 | Mathew Kisorio      | KEN           | 2:07.32 | Pamela Jepkosgei    | KEN           | 2:27.48 |
| 10     | 2016 | James Kwambai       | KEN           | 2:10.46 | Caroline Kilel      | KEN           | 2:27.39 |
| 9      | 2015 | Birhanu Girma       | ETH           | 2:07.26 | Meselech Melkamu    | ETH           | 2:27.24 |
| 8      | 2014 | Yemane Tsegay       | ETH           | 2:06.51 | Mulu Seboka         | ETH           | 2:25.23 |
| 7      | 2013 | Abraham Kiprotich   | KEN           | 2:08.33 | Margaret Agai       | KEN           | 2:23.28 |
| 6      | 2012 | David Kemboi Kiyeng | KEN           | 2:07.57 | Alemitu Abera Begna | ETH           | 2:24.57 |
| 5      | 2011 | Yusuf Songoka       | KEN           | 2:08.08 | Atsede Habtamu      | ETH           | 2:25.52 |
| 4      | 2010 | Deressa Chimsa      | ETH           | 2:08.45 | Yeshi Esayias       | ETH           | 2:29.17 |
| 3      | 2009 | Ji Young-jun        | KOR           | 2:08.30 | Yeshi Esayias       | ETH           | 2:30.44 |
| 2      | 2008 | Lee Sung-woon       | KOR           | 2:20.07 | Choi Kyung-hee      | KOR           | 2:37.50 |
| 1      | 2007 | Yu Yoh-bing         | KOR           | 2:34.30 | Bae Jeong-im        | KOR           | 3:00.19 |